# بيتي بوين
بيتي بوين (بالإنجليزية: Betty Bowen)‏ هي صحفية أمريكية، ولدت في 1918، وتوفيت في 1977.